# 中橋愛生
中橋 愛生（なかはし よしお、1978年6月19日 - ）は、日本の作曲家、編曲家、教育者。作曲を吉田峰明、西村朗、池辺晋一郎、湯浅譲二に、指揮を汐澤安彦に師事。吹奏楽、室内楽等の分野での作曲活動の他、10年以上にわたって「吹奏楽のひびき」（NHK-FM）のパーソナリティを務めることで広く知られる。

## 人物・来歴
- 1978年6月19日：長崎県で生まれる[1]。 幼少期に佐賀県嬉野市に引っ越す[1]。中学2年から武雄市で暮らす[1]。
- 1997年：佐賀県立武雄高等学校卒業。
- 2001年：東京音楽大学音楽学部音楽学科作曲指揮専攻（作曲 芸術音楽コース）首席卒業。
- 2002年：日本音楽コンクール作曲部門（管弦楽作品）第3位。
- 2003年：東京音楽大学大学院（作曲研究領域）首席修了。
- 2008年
  - 4月：NHK-FM「吹奏楽のひびき」パーソナリティ。（〜現在）
  - 5月：日本管打・吹奏楽アカデミー賞（作・編曲部門）受賞。
- 2009年
  - 4月：東京音楽大学非常勤講師。（〜2017年12月）
  - 日本吹奏楽指導者協会「下谷奨励賞」受賞。
- 2010年
  - レコード芸術吹奏楽・管楽器部門新譜月評担当。（〜2013年12月）
  - 4月：日本管打・吹奏楽学会理事。（〜現在）
  - 日本吹奏楽指導者協会「下谷奨励賞」受賞。（2年連続）
- 2013年4月：国立音楽大学非常勤講師。（〜現在）
- 2014年4月：日本大学芸術学部非常勤講師。（〜現在）
- 2015年：日本バンドクリニック委員会委員。（〜現在）
- 2018年1月：東京音楽大学准教授。（〜現在）
- 2024年4月：東京佼成ウインドオーケストラ楽芸員に就任予定[3][4]

## 主要作品

### 吹奏楽曲
- 1997年「…時にのせて、光の中で」
- 2001年「遮光の反映 吹奏楽のために」（長崎市民吹奏楽団委嘱作品、第7回「響宴」参加[5][6][7]）
- 2004年「コンセルト・マーチ『シンタックス・エラー』」
- 2004年「科戸の鵲巣　吹奏楽のための祝典序曲」（陸上自衛隊中央音楽隊委嘱作品、第9回「響宴」参加[8][9][7]）
- 2004年「玻璃ぷりずむ　吹奏楽のためのテクナル・ミニマリズム」（龍谷大学学友会学術文化局吹奏楽部委嘱作品、第10回記念「響宴」参加[10][11][7]）
- 2005年「《La Decouverte du Feu》ユーフォニアムと吹奏楽のための」（ミュゼ・ダール吹奏楽団委嘱作品）
- 2005年「コンセルト・ピース『セマンティック・エラー』」（龍谷シンフォニックバンド委嘱作品）
- 2007年「オルテンシア　雨中に煌めく硝子の紫陽花」（創価グロリア吹奏楽団委嘱作品）
- 2007年「浅葱の空　吹奏楽による憧憬的音詩」（ミュゼ・ダール吹奏楽団委嘱作品）
- 2008年「閾下の桜樹〜吹奏楽のための」（陸上自衛隊中部方面音楽隊委嘱作品、第12回「響宴」下谷奨励賞受賞[12][13][7]）
- 2008年「谺響する時の峡谷〜吹奏楽のための交唱的序曲」（関西大学応援団吹奏楽部委嘱作品、第13回「響宴」下谷奨励賞受賞[14][15][7]）
- 2008年「組踊る天海の狭間に〜吹奏楽のための」（陸上自衛隊第一混成団音楽隊委嘱作品）
- 2009年「星を釣る海〜吹奏楽のための」（鏡野吹奏楽団委嘱作品）
- 2009年「揺れる影の歌〜吹奏楽のための」（宍粟市立一宮北中学校委嘱作品）
- 2009年「そして時は動き出す〜太鼓と吹奏楽のための祝典序曲」（横浜みなとみらいホール委嘱作品、第14回「響宴」参加[16][7]）
- 2009年「邂逅の時〜桶太鼓群と金管群、吹奏楽のための」（横浜みなとみらいホール委嘱作品）
- 2009年「古楠に寄せて〜吹奏楽のための頌歌」（NHK佐賀放送局委嘱作品）
- 2011年「氷結の花〜吹奏楽のための」（ヤマハ吹奏楽団浜松委嘱作品）
- 2011年「水文〜吹奏楽のための」（鏡野吹奏楽団委嘱作品）
- 2011年「煥乎の記憶〜吹奏楽のための」（陸上自衛隊西部方面音楽隊委嘱作品）
- 2011年「ラグランジュ・ポイント〜吹奏楽のための」（バンド維新委嘱作品）
- 2012年「彩雲の螺旋〜吹奏楽のための」（明浄学院高等学校委嘱作品）
- 2013年「風の渡る丘〜吹奏楽のための」（鏡野吹奏楽団委嘱作品）
- 2013年「空を拓く雲奔〜吹奏楽のための前奏曲」（慶應義塾大学ウインドアンサンブル委嘱作品）
- 2014年「時の跳ね馬〜吹奏楽のための」（東京都立片倉高等学校委嘱作品）
- 2015年「Sonorific Detonation for Symphonic Band」（文京シビックホール委嘱作品）
- 2015年「Smouldering Sonority for Symphonic Band」（国立音楽大学委嘱作品、第20回「響宴」参加[17]）
- 2016年「陽炎の樹〜吹奏楽のための」（東京佼成ウインドオーケストラ委嘱作品）
- 2016年「祝典のためのファンファーレとプロセッション《この美しき空に》」（秋田県立湯沢高等学校吹奏楽部委嘱作品）
- 2016年「風のファンファーレ〜ウインド・アンサンブルとフレキシブル・バンドのための」（バンド維新委嘱作品）
- 2017年「Cyclosis」(創価グロリア吹奏楽団委嘱作品)
- 2017年「銀杏歳時記〜吹奏楽のための風景詩」（慶應義塾大学ウインドアンサンブル委嘱作品）
- 2018年「Soaring Blue for Symphonic Band」（航空自衛隊中部航空音楽隊委嘱作品）
- 2018年「虹色アンダーカレント〜吹奏楽のための」（フォスターミュージック委嘱作品）
- 2019年「風が集う街〜吹奏楽のための祝典讃歌」（日本吹奏楽指導者クリニック委嘱作品）
- 2019年「じゆびれえしよん〜吹奏楽のための」（シエナ・ウインド・オーケストラ委嘱作品）

### 管弦楽曲
- 2000年「交響残象」
- 2003年「滲む樹〜トロンボーンと管弦楽のための」

### 合唱曲
- 2005年「風に寄せて〜無伴奏男声合唱組曲」（東京農工大学グリークラブ委嘱作品）

### 室内楽曲
- 2005年「とっかあた〜ユーフォニアムとピアノのための」（外囿祥一郎委嘱作品）
- 2006年「Organizer for 2 Euphoniums and Piano」（原口和子・尾原進委嘱作品）
- 2008年「Red Sprites for Brass Octet」（創価学会関西吹奏楽団委嘱作品）
- 2012年「アロハ・オエ・ディエス・イレ〜ユーフォニアムとテューバのための」（外囿祥一郎委嘱作品）
- 2012年「Convection」（Vive! Saxophone Quartet委嘱作品）
- 2012年「内なる歌〜無伴奏C管コントラバス・テューバのための」（全音楽譜出版社委嘱作品）
- 2012年「静寂の森、饒舌な雨〜サクソフォーン・オーケストラのための」（須川展也委嘱作品）
- 2013年「分光模様」（木管合奏団「リュミエール・ヴァリエ」委嘱作品）
- 2014年「黄金の林、白銀の森〜バリテューバ・オーケストラのための」（ユーフォニアム・テューバフェスティバルin名古屋委嘱作品）
- 2015年「れがしい〜ユーフォニアム、テューバ、ピアノのための」（外囿祥一郎委嘱作品）
- 2016年「季ぞ降る〜クラリネット八重奏のための」（陸上自衛隊中央音楽隊委嘱作品）